# 錢駿祥
錢駿祥（1848年—1930年），字新甫，号耐庸，浙江省嘉興府嘉興縣（今浙江省嘉興市）人，清朝政治人物、同進士出身。
光緒十一年，鄉試中舉；光緒十五年，登進士，同年五月，改翰林院庶吉士。光緒十六年四月，散館，授翰林院檢討。光緒二十年，任山西學政，后改會典館纂修、編書處總校、文淵閣校理、教習庶吉士、日講起居注官。后升任翰林院侍讀、實錄館總纂。